# Project Gotham Racing (serie)
Project Gotham Racing (PGR) es una serie de videojuegos de carreras desarrollados por Bizarre Creations y publicados por Microsoft Studios (Xbox y Xbox 360) y Sega (Dreamcast). La serie apareció en las consolas Dreamcast, Xbox y Xbox 360, y consta de Metropolis Street Racer (Dreamcast), Project Gotham Racing (Xbox), Project Gotham Racing 2 (Xbox), Project Gotham Racing 3 (Xbox 360) y Project Gotham Racing 4 (Xbox 360).

## Jugabilidad
La serie PGR tiene un sistema llamado puntos Kudos. Estos se otorgan para realizar acrobacias con el vehículo (como deslizamiento eléctrico, adelantar a otro conductor, dos ruedas, etc.). Cuanto más tiempo se mantenga el truco, más puntos recibe el jugador. Chocar con la barandilla y otros alrededores hará que se pierdan los puntos de Kudos de ese truco.
MSR no era compatible con la reproducción directa en red a través de SegaNet/Dreamarena, sin embargo, ofrecía algunas funciones en línea. Los jugadores pueden descargar datos fantasma y descargar desafíos Hot Lap y Time Trial establecidos por los desarrolladores. También presentaba contenido descargable rudimentario en forma de desafíos que presentaban nuevas configuraciones de pistas de carreras. PGR2, PGR3 y PGR4 eran compatibles con el juego directo en red a través de Xbox Live, mientras que la primera entrega de la serie no lo era.
La portada de cada juego de la franquicia Project Gotham Racing presenta un auto Ferrari, desde el F50 (PGR) hasta el Enzo (PGR2), el F430 (PGR3), y el 599 GTB Fiorano ( PGR4). El fabricante de automóviles fue incluso el foco principal de una entrada móvil gratuita en la serie, PGR: Ferrari Edition para el Zune HD, similar a la de Porsche en Need for Speed: Porsche Unleashed.
La serie PGR es la sucesora del juego Metropolis Street Racer de Bizarre Creations para Dreamcast, como lo demuestran las similitudes y el contenido reciclado entre el primer Project Gotham Racing y Metropolis Street Racer.

## Discontinuación
En septiembre de 2007, después de ser comprado por Activision, Bizarre Creations anunció que PGR4 sería el último juego producido para Microsoft. Bizarre desarrolló el sucesor espiritual de PGR4, Blur, que fue lanzado en Xbox 360, PlayStation 3 y Microsoft Windows. Como no se lanzaron nuevos juegos de "PGR" en la década de 2010, y Activision cerró Bizarre Creations en 2011, se presume que la franquicia se suspenderá.

## Títulos
| Título                                 | Lanzamiento             | Plataforma           |
| -------------------------------------- | ----------------------- | -------------------- |
| Metropolis Street Racer                | 3 de noviembre de 2000  | Dreamcast            |
| Project Gotham Racing                  | 15 de noviembre de 2001 | Xbox                 |
| Project Gotham Racing 2                | 17 de noviembre de 2003 | Xbox                 |
| Project Gotham Racing 3                | 22 de noviembre de 2005 | Xbox 360             |
| Project Gotham Racing Mobile           | 14 de febrero de 2007   | J2ME, Windows Mobile |
| Project Gotham Racing 4                | 2 de octubre de 2007    | Xbox 360             |
| Project Gotham Racing: Ferrari Edition | 11 de noviembre de 2009 | Zune HD              |

## Lanzamientos
| 2000 | Metropolis Street Racer                              |
| 2001 | Project Gotham Racing                                |
| 2002 |                                                      |
| 2003 | Project Gotham Racing 2                              |
| 2004 |                                                      |
| 2005 | Project Gotham Racing 3                              |
| 2006 |                                                      |
| 2007 | Project Gotham Racing Mobile Project Gotham Racing 4 |
| 2008 |                                                      |
| 2009 | Project Gotham Racing: Ferrari Edition               |

## Recepción
Los cinco juegos de la serie recibieron críticas positivas de los críticos.